# Ngassa (Dargala)
Pour les articles homonymes, voir Ngassa.
Ngassa est une localité du Cameroun située dans l'arrondissement de Dargala, le département du Diamaré et la région de l’Extrême-Nord. Elle fait partie du lamidat de Yoldéo.

## Population
En 1975, la localité comptait 258 habitants, dont 215 Peuls et 43 Toupouri.
Lors du recensement de 2005, on a dénombré 498 personnes à Ngassa I et 204 à Ngassa II